# الإخوان المسلمون في سوريا
الإخوان المسلمون في سوريا هي الفرع السوري لجماعة الإخوان المسلمين، تأسست علي يد الشيخ مصطفى السباعي حيث تعرف على الشيخ حسن البنا مؤسس الجماعة خلال فترة دراسته في الأزهر بمصر، وظلت الصلة قائمة بينهما بعد عودته إلى سوريا، حيث اجتمع العلماء والدعاة ورجال الجمعيات الإسلامية في المحافظات السورية وقرروا توحيد صفوفهم، والعمل تحت جماعة واحدة وبهذا تأسست منهم جماعة الإخوان المسلمين لعموم القطر السوري. وهي تُعرف نفسها بأنها جزء من جماعة الإخوان المسلمين العالمية التي أسسها الشيخ حسن البنا في مصر، وكان أول مراقب لها في سوريا الشيخ مصطفى السباعي بين عامي 1945 و1964، وكانوا ينتشرون في مدن حلب وحماة وحمص ودمشق. بعد اعتقال المرشد الثاني للإخوان حسن الهضيبي والحكم بإعدامه خلال مواجهة الإخوان المسلمين في مصر مع الحكومة العسكرية التي تشكلت بعد ثورة يوليو/ تموز 1952، شكل الإخوان المسلمون في الأقطار العربية مكتبا تنفيذيا تولى الدكتور مصطفى السباعي رئاسته كقيادة جديدة للإخوان المسلمين وقائم بأعمال المُرشد العام من سوريا بدلا من مصر، تم حظر جماعة الإخوان المسلمين السورية منذ انقلاب 1963 من قبل حزب البعث السوري لعب إخوان سوريا دورًا رئيسيًا في المعارضة ضد حزب البعث خلال الفترة بين 1976م-1982م كما رفضوا وجود رئيس غير مسلم لسوريا كون حافظ الأسد من العلويين، وليس من الغالبية السنية حيث تري الجماعة أن العلويين كفار وليسوا مسلمين وحذرت الجماعة من خطرهم علي الإسلام والمسلمين. تعرض الإخوان المسلمون في سوريا مطلع ثمانينيات القرن العشرين لحملات قمع دامية من قبل نظام حزب البعث السوري أوقعت آلاف القتلى خاصة في مدينة حماة خلال التمرد المسلح الذي قامت به الطليعة المقاتلة الجناح العسكري للجماعة بجانب أنصارها من الإسلاميين السنة في حماة وقد تلقت الجماعة تسليحًا من حزب البعث العراقي تحت قيادة صدام حسين والذي تشارك معها العداء لحزب البعث السوري بسبب كونه أحد المتحالفين مع المشروع الإيراني الطائفي في المنطقة، وقد تلقي حافظ الأسد دعمًا من إيران والإسلاميين الشيعة في لبنان والعراق ووصف روح الله الخميني الإخوان في سوريا بـ "إخوان الشياطين". ثم صُنِّفَت كجماعة إرهابية في 1982م. كما أصدرت حكومة حزب البعث السوري قانون بإعدام أي منتمي أو مؤيد للإخوان في سوريا، وهاجر العديد منهم هربًا من عقوبة الإعدام. كانت جماعة الإخوان المسلمين في المنفى من بين 250 موقعًا على إعلان دمشق لعام 2005، وهو بيان وحدة للمعارضة السورية بما في ذلك التجمع الوطني الديمقراطي العربي، والتحالف الديمقراطي الكردي، ولجان المجتمع المدني، والجبهة الديمقراطية الكردية. وحركة المستقبل، والدعوة للإصلاح "السلمي التدريجي" على أساس التوافق، وعلى أساس الحوار والاعتراف بالآخر ".
أُعتبرت جماعة الإخوان المسلمين جماعة المعارضة الرئيسية للحكومة عشية انتفاضة 2011، لكنها فشلت في ترك بصمة مهمة على الاحتجاجات ضد الحكومة، جاء السكان الأساسيون من المتظاهرين في الانتفاضة السورية من جيل الشباب الذي بلغ سن الرشد في سوريا دون وجود كبير للإخوان المسلمين. ومع ذلك، بين المعارضة المغتربة، أصبح الإخوان المسلمون السوريون ينظر إليهم على أنهم «الجماعة المهيمنة» أو «القوة المهيمنة» في المعارضة أثناء الحرب الأهلية السورية اعتبارًا من ربيع 2012.
تُعتَبَر جماعة الأخوان المسلمين في سوريا الحركة الأقوى والأكثر تنظيمًا من بين قوى المعارضة في سوريا. ساهمت الجماعة في تأسيس المجلس الوطني السوري بعد حوالى ثمانية عشر شهراً على اندلاع الثورة السورية، وهى تُعتبر المكون الرئيس في المجلس. يمثل الإخوا.ن المسلمون في سوريا حوالي ربع أعضاء المجلس الوطني السوري البالغ عددهم 310 عضوًا. وهي حظيت بهذا الموقع الذي يتجاوز، بحسب المعارضين السوريين، حجمها الفعلي على الأرض وفي الثورة، بفضل تعدد الهيئات التي أقامتها في المنافي، وخبرتها في العمل السياسي. وقد أعلن المراقب العام للجماعة في سورية محمد رياض الشقفة أن الجماعة تؤيد الاحتجاجات والتظاهرات المطالبة بإسقاط النظام السوري مؤكدًا مشاركة الإخوان فيها بفاعلية ومشدداً على استمرار الاحتجاجات حتى إسقاط النظام.

## البنية التنظيمية
يحدد النظام الأساسي أو الداخلي للجماعة وجود ثلاث سلطات فيها:
- سلطة تشريعية : متمثلة في مجلس الشورى الذي ينتخب المراقب العام، ويعتمد القيادة التي يرشحها المراقب العام، كما أنه يحاسب القيادة ويقر الخطط والسياسات العامة والموازنات والنظام الأساسي.
- «سلطة تنفيذية»: تضم المراقب العام وأعضاء القيادة، وتكمن مهمتها في إدارة شؤون الجماعة واتخاذ القرارات والإجراءات التي تضع الخطط والسياسات موضع التنفيذ. ويتفرع عن القيادة مكتب سياسي وإداري وتربوي.
- «سلطة قضائية»: تشمل المحكمة العليا التي من بين صلاحيتها محاكمة المراقب العام وأعضاء القيادة، والمحاكم المحلية التي تفصل في الخصومات المختلفة بين الأعضاء.[7]

## إخوان سوريا في حرب 48

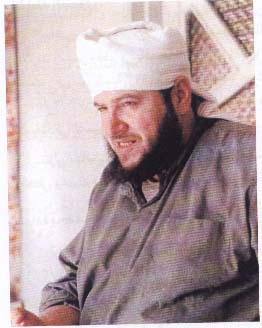
الشيخ سعيد حوي أحد قيادات ومنظري الإخوان المسلمين في سورية.

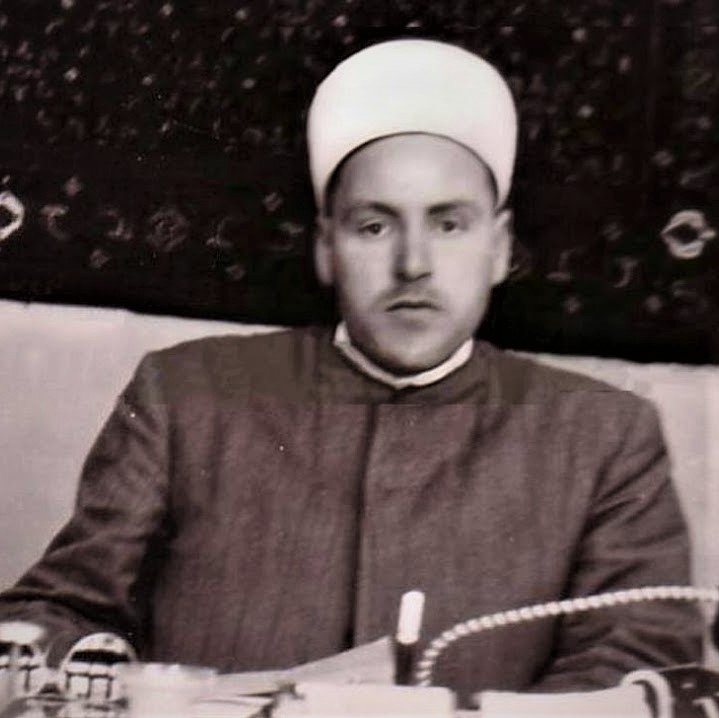
الشيخ مصطفي السباعي مؤسس فرع حركة الإخوان في سوريا.

عندما اندلعت حرب فلسطين شارك الإخوان المسلمون في مصر وسوريا والعراق وكثير من البلاد بكتائبهم في التصدي للصهاينة وإعلان الجهاد، وكان على رأس إحدى الكتائب التي خرجت من قطنة بسوريا المراقب العام مصطفى السباعي.
وحينما زار حسن البنا سوريا صباح يوم الأربعاء 13 من جمادى الأولى 1367هـ الموافق 23 من مارس 1948م، استقبل في فندق أوريان كوكبة من رجالات سوريا وعلمائها مثل الأستاذ مصطفى السعدني سكرتير المفوضية المصرية بدمشق، والأستاذ كامل الحمامي، والأستاذ بهاء الدين الأميري، والأستاذ معروف الدواليبي أحد نواب الإخوان في البرلمان السوري، والأستاذ محمد المبارك (النائب البرلماني)، والأستاذ عبد الحميد الطباع عضو جمعية القراء، والأستاذ مصطفى الزرقا الأستاذ بمعهد الحقوق، والدكتور عارف الطرقجي رئيس مؤسسة الطب الشرعي... وغيرهم.
كما قابل حسن البنا بعض الشخصيات العسكرية مثل الجنرال صفوت باشا، وقابل فضيلته الأمين العام للجامعة العربية عبد الرحمن عزام باشا، وقابل بعض الشخصيات الإخوانية مثل الدكتور مصطفى السباعي المراقب العام للإخوان بسوريا ورئيس كتيبتهم في لواء اليرموك، والسيد محمود الشقفة نائب الإخوان بحماة في البرلمان السوري، وغيرهم من صفوة أهل دمشق مثل السيد حسني الهبل عمدة المعهد العربي، والسيد بشير رمضان من أكابر التجار وعضو المعهد العربي، وسيادة مدير الغرفة التجارية، وقد التقى البنا بالرئيس شكري بك القوتلي رئيس الجمهورية السورية (37).
أصبح السباعي مسئولا عن معسكر المجاهدين في قطنه وبعد الإعداد الجيد لمدة شهر ونصف سافر الفوج الأول بقيادة الملازم عبد الرحمن الملوحي في صحبة الشهيد عبد القادر الحسيني، ثم لحق بهم الفوج الثاني والذي كان فيه الشيخ السباعي ووصلت هذه الكتيبة إلى القدس وعملوا على حماية أهلها

مصطفي السباعي في مؤتمر العالم الإسلامي.

واشترك في معركة القطمون ومعركة الحي اليهودي بالقدس القديمة، ثم معركة القدس الكبرى، غير انه شعر بأن شيء يحدث على الساحة السياسية وتحقق ظنه بإعلان الهدنة وعاد إلى سوريا في 8/12/1948م، غاضباً يصب جام غضبه على المأجورين والعملاء، ويفضح خطط المتآمرين، ويكشف عمالة الأنظمة، ويشرح ما جرى من مهازل القادة العسكريين الذين كانوا تحت إمرة الجنرال (كلوب) الإنجليزي
ويكشف قضية الأسلحة الفاسدة التي زود بها الجيش المصري، ويفضح تصريحات القادة العراقيين عن عدم وجود أوامر لضرب اليهود (ماكو أوامر) ولولا جهاد المتطوعين من الفلسطينيين والمصريين والسوريين والأردنيين من الإخوان المسلمين، لم وجد ثمة قتال حقيقي ضد اليهود
بل هدنة ثم هدنة لتمكين اليهود من العرب، وإمدادهم بالأسلحة الأوروبية والأمريكية والمقاتلين الأجانب لترجيح كفة اليهود على الفلسطينيين، ثم تسليم البلاد وتهجير أهلها واعتقال المجاهدين المتطوعين في سبيل الله للذود عن ديار المسلمين المقدسة.
وفي 29/11/ 1947 صوتت الجمعية العامة للأمم المتحدة بأغلبية على تقسيم فلسطين، فأصدر الإخوان المسلمون تصريحا رسميا بتاريخ 30/ 11/1947م جاء فيه: لقد وقعت الكارثة وإن التقسيم قد أصبح حقيقية واقعة بالنسبة للدول الحاكمة، وقريبا سيسارعون بتنفيذ قرار التقسيم وإنهائه إذا لم يقف العرب وقفة واحدة ليقولوا: كلا.
لقد حان الوقت كي يريهم العرب والمسلمون أن وعودهم وتهديداتهم ليست سوى أكاذيب، وإن الأمة تعاهد على حرب طويلة مضنية، ولا هوادة فيها.
وبدأ التحضير لجهاد السلاح، وهب الشعب في جميع البلاد العربية يطالب بالتطوع للقتال، وقد ذكر الأستاذ السباعي ذلك بقوله: أقبل الشعب إقبالا منقطع النظير على تسجيل أسمائهم كمتطوعين في جيش التحرير المرتقب، ولكن الحكومة فاجأتنا بقرار يمنع أي هيئة من تسجيل المتطوعين، وكان واضحا أننا نحن المقصودون بهذا القرار، إذ لم تكن هناك هيئة أعلنت عن قبول المتطوعين غير الإخوان.

عبد الفتاح أبو غدة عالم دين سوري والمراقب العام للإخوان المسلمين في سورية.

إلا أن الإخوان كونوا كتيبتهم وشاركوا في المعارك، يقول السباعي:
"كنا نشعر ونحن في قلب معارك القدس، أن هناك مناورات تجري في الصعيد الدولي، وفي أوساط السياسات العربية الرسمية، فتشاورنا في كتيبة الإخوان المسلمين فيما يجب علينا فعله، بعد صدور الأوامر إلينا بالانسحاب من القدس
فقرَّ رأينا على أننا لا نستطيع مخالفة الأوامر الصادرة إلينا بمغادرة القدس لاعتبارات متعددة، وأننا بعد وصولنا إلى دمشق سنرسل بعض الإخوان المسلمين خفية إلى القدس مرة ثانية، لدراسة ما إذا كان بالإمكان عودتنا بصورة فردية، لنتابع نضالنا في الدفاع عن فلسطين، وعدنا إلى دمشق مع سائر أفراد الحامية وقيادتها، التابعة لجيش الإنقاذ
حيث تسلمت قيادة جيش الإنقاذ أسلحتنا ووعدت باستدعائنا مرة ثانية عند الحاجة وقمت بجولة في سورية تحدثت فيها عن معارك فلسطين وألقيت في ذلك محاضرات في كل مكان من دمشق وحمص وحماه وحلب واللاذقية ودير الزور وغيرها من المدن السورية، وذهل الجمهور لما أبديته من حقائق لم تكن معروفة لديهم تماماً، حتى شك بعضهم فيها، ثم انكشف الأمر وتبين صدق ما أدعي من العوامل الخفية والظاهرة التي كانت تُسيِّر معركة فلسطين، هذا بينما كان فريق من إخواننا المجاهدين قد عادوا إلى فلسطين خفية، لتنفيذ ما اتفقنا عليه"

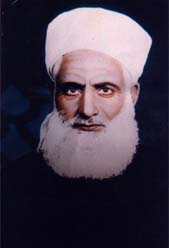
الشيخ محمد الحامد من كبار علماء سوريا وأحد أعلام الجماعة.

وبعد عودته سجل ملاحظاته على الحرب فقال:-
1. إن جيش الإنقاذ الذي ألفته الجامعة العربية تحت قيادة فوزي القاوقجي لم يكن إلا تسكينا لشعور العرب ولم يستطع الذود عن مدينة واحدة.
2. أن قيادة جيش الإنقاذ لم تخض معركة واحدة جدية في فلسطين.
3. إن جيش الإنقاذ كانت مهمته تحطيم منظمة الجهاد المقدس والتي كان قائدها عبد القادر الحسيني.

وانتهت الحرب بهزيمة الجيوش العربية واعتقال المجاهدين من إخوان مصر والزج بهم في السجون في عهد إبراهيم عبد الهادي (41).
يقول الأستاذ عارف عارف:
اشترك من الإخوان المسلمين السوريين في حرب فلسطين زهاء أربع مائة أخ، منهم مائة بقيادة الأستاذ الشيخ مصطفى السباعي، وهو أستاذ في الجامعة السورية، والباقون انخرطوا في صفوف جيش الإنقاذ، وقد استشهد منهم أحد عشر شخصًا، وجرح زهاء خمسين، ثم قال المؤرخ عارف العارف عن هذه المجموعة من الإخوان المجاهدين: وجلهم إن لم نقل كلهم من الأسر المرموقة، ومن حملة الشهادات المثقفين، اشتركوا في معارك الحي القديم، وفي القسطل والقطمون، وفي الحي الأخير استشهد منهم كثيرون.
بعد إعلان الهدنة التي فرضت على القيادات العربية، توقف القتال، وعادت كتائب الإخوان من فلسطين، وعاد السباعي إلى دمشق يحمل جراحات قلبه.
وجاءت شهادة لواء أ.ح إبراهيم شكيب عن دور الإخوان في الحرب مهمة من حيث طبيعة الشاهد والذي وصفها بقوله: «إن الإخوان المسلمين رغم ضعف قواتهم وقلة أسلحتهم في حرب 1948م إلا أنهم كانت لديهم أفكار حربية وجيهة، ومما يجدر ذكره أن قوات المتطوعين من الإخوان المسلمين لم تكن تصرف لهم مرتبات ولا ملابس من الجيش المصري، في حين أن قوات المتطوعين من بلاد أخرى كانت جيوشهم تصرف لهم مرتبات وملابس وتعيينات» (43).

## إخوان سوريا وثورة التحرير الجزائرية
للإخوان المسلمين في سوريا دور كبير في ثورة التحرير الجزائرية ضد الإحتلال الفرنسي حيث دعوا للجهاد عبر الهيئة الشرعية للإخوان المسلمين السوريين في حلب في 16 مارس 1957م، وناشد الشيخ سعيد حوي الإخوان في كل مكان أن ينقذوا شعب الجزائر فأرسلوا كتائبهم وأعلنوا الجهاد للمساعدة في تحرير الجزائر من الإحتلال الفرنسي.

## الإخوان في سوريا والعمل الاجتماعي

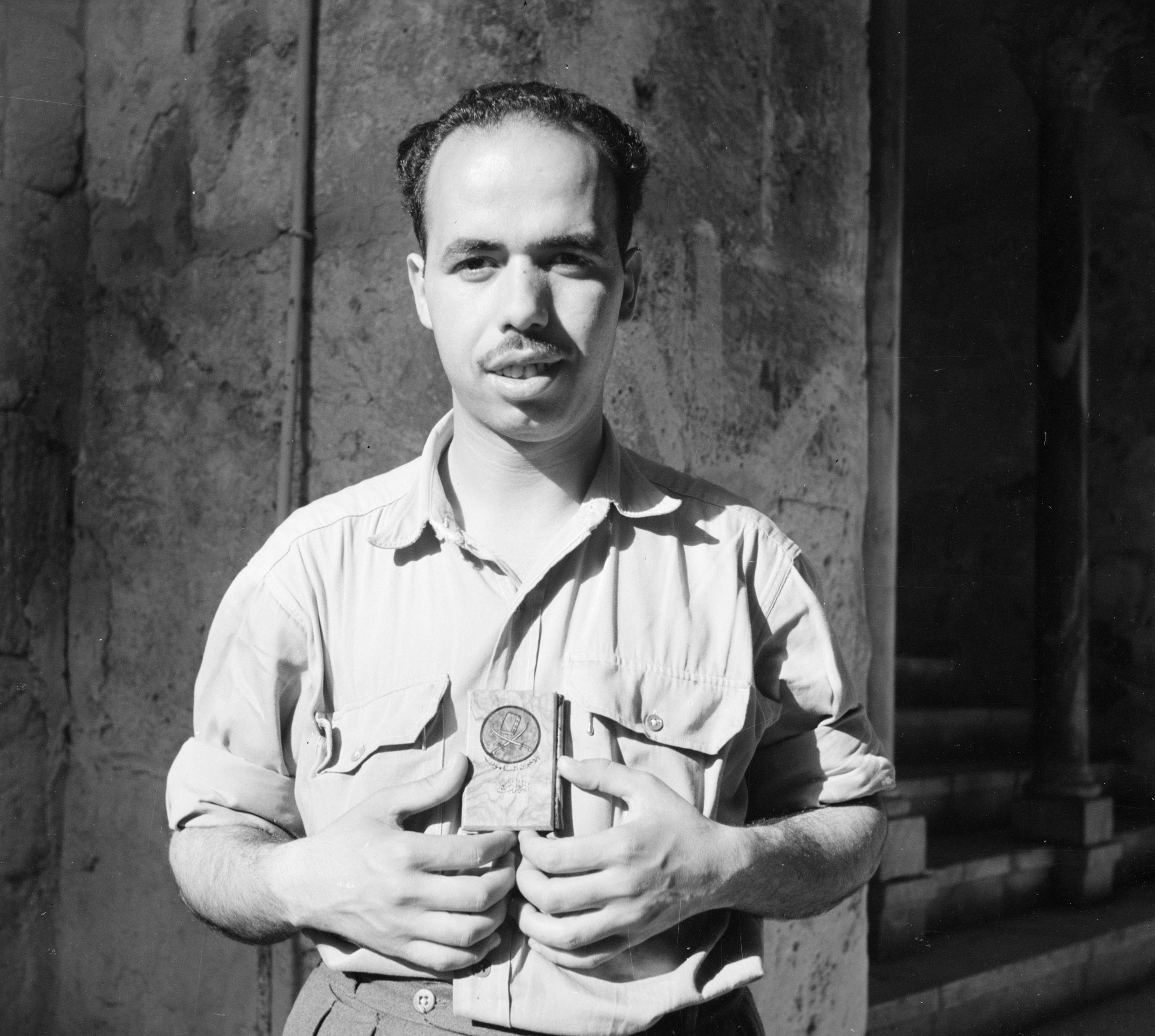
صورة لرجل من الإخوان المسلمين في حلب يحمل شعار الجماعة عام 1950م.

لقد بسط الإخوان في سوريا نفوذهم على النقابات العماليّة والحرفيّة وتبنوا مطالبها في المجلس النيابي، ودافعوا عن حقوق الفلاحين ورفضوا استغلال كبار الملاك لهذه الطبقة المحرومة، ودعوا الحكومة لتخفيض أسعار الخبز ورفع الضرائب عن الفقراء، ورفضوا تأجيج الصراع الطبقي بين شرائح المجتمع وكانوا أبعد الناس عن استغلال الفقراء والمحرومين.
وعني الإخوان بالتعليم وحالوا دون توسع الزحف التبشيري بإنشاء عدد من المعاهد والمدارس في المدن السورية، واستعانوا بعدد من المربين والمدرّسين الأكفاء، وهيّأ الإخوان الفرص للالتحاق بمدارسهم الليليّة.
وكان للإخوان من المشاريع الاستعماريّة والأحلاف الاستعماريّة موقف مشرّف لا يستطيع أن ينكره باحث منصف.
غير أن العمل التعليمي الكبير، الذي اضطلعت به جماعة الإخوان المسلمين في سورية، وسبقت في ميدانه الآخرين، هو إنشاء مدارس ليلية في جميع المدن السورية الكبيرة، حيث أتاحت للألوف ممن لم تسعفهم ظروفهم في الالتحاق بالمدارس النهارية، فتخرج في هذه المدارس حملة الشهادات الابتدائية والمتوسطة والثانوية، ثم تابع قسم من هؤلاء دراساتهم الجامعية، بل إن فريقا منهم التحق بالدراسات العلي، وحملوا شهادات الدكتوراه في مختلف التخصصات، وتسلموا مناسب التدريس في المعاهد والكليات الجامعية.
لقد قدر بعض الباحثين عدد الطلاب المسائيين من العمال الذين التحقوا بمدارس الإخوان المسلمين في سورية بخمسة آلاف، تلقوا تعليمهم بالمجان، أو بأقساط رمزية.

## انقلاب الثّامن من مارس 1963م
كان هذا الانقلاب نقطة انعطاف خطيرة في تاريخ سوريا الحديث. ومنذ ذلك التاريخ تعيش البلاد تحت ظلّ قانون الطوارئ الصّادر بالأمر العسكري رقم (2)، حيث استولى حزب البعث على السلطة متمسكا بمفاصل القوّة والسّلطة في سوريا.
حيث تحرك فصيل تاركا الحرب مع العدو الصهيوني ودخل دمشق فاستولى على كل شيء دون مقاومة، وتم تعيين مجلس لقيادة الثورة، ضم عشرة ضباط ما بين عميد وعقيد ومقدم رفعوا رتبهم جميعا لرتبة لواء دون أي اعتبار – ومن الواضح أن التأثر بما جرى في مصر حينما تم ترفيع عبد الحكيم عامر من رتبة صاغ إلى رتبة مشير دفعة واحدة،
كان هو سمة هذا الانقلاب.
كما أنه من الواضح أن بعض الدول العربية – وعلى رأسها سوريا – كانت من الدول القليلة التي شهدت كثيرا من الانقلابات العسكرية، حيث كان العسكر يتحكمون في مقدرات الحياة في البلاد، حتى أن إن سورية تحولت إلى حقل تجارب لدي المغامرين العسكريين.
وعندما وقع الانقلاب لم يكن لحزب البعث في المجتمع السوي حضور قوي، بل بقي لهم وجود رمزي بعد الذي أصابهم من تمزق وتشرذم، لكنهم أحكموا السيطرة على البلاد حتى أن الناصريين حينما أرادوا القيام بانقلاب جبهوا بالقوة.
وتكوّنت اللجنة العسكرية السرية من خمسة ضباط، من بينهم ثلاثة علويين، وهم: محمد عمران وصلاح جديد وحافظ الأسد، وإسماعيليّان هما: عبد الكريم الجندي وأحمد المير. وبعد انقلاب الثامن من مارس وسِّعت اللجنة، وبقيت العناصر الفعّالة فيها من النصيريين (العلويين)، ولذلك سُميت هذه اللجنة بلجنة الضّباط العلويين، حث عمدت لتدعم أركان البعثيين في الجيش.
وصارت اللجنة العسكرية مجلسا داخل المجلس، تقرر سياستها قبل اجتماعاته، وتضع أعوانها وأبناء عشائها وطائفتها في المواقع العسكرية المؤثرة، واستشرى خطر البعثيين وأعوانهم.
غير أن ممارسات البعثيين – التي لم يألفها الشعب السوري – حركت المظاهرات ضدهم في كل مكان – لكنهم واجهوها بالعنف والبطش، حتى أن بعض الطلبة والمدرسين وعلى رأسهم مروان حديد اعتصموا في مسجد السلطان مما دفع بالبعثيين لدك المسجد على من فيه، مما دفع الأهالي للصدام معهم فراح ضحيته ما يقرب من 50 شهيدا غير العسكريين، وهذا غير ما تم اعتقاله
على الرغم من تحذير الشيخ محمد الحامد للإسلاميين بالانصراف، ومن ثم شكل الشيخ وبعض العلماء وفدا قابلوا القادة العسكريين حيث استطاعوا أن يقتعوهم بالعفو عن المساجين، لكن سرعان ما جرت مذبحة أخرى في المسجد الاموي بدمشق، حركت الشجون إلا أن الخوف زرع في النفوس، وفي هذا الجو رحل مصطفى السباعي في 3/10/1964م.
عاشت سوريا جو من القلاقل وعدم الاستقرار لطائفية الجيش التي كانت سبابا وراء الكثير من الانقلابات في سوريا. فبعد انقلاب 8 مارس /أذار تحرك البعثيين مرة أخرى بعمل انقلاب على أقرانهم البعثيين – وعلى رأسهم أمين الحافظ - الذين شاركوهم انقلاب 8 مارس وزجوا بهم في السجون.
تبع إزالة الحافظ تطهير الجيش والحزب والحكومة من بقايا السنة وأبناء المدن السورية الكبيرة، فأبعدوا 400 ضابط وموظف، فكانت هذه الضربة القاضية لتحويل الجيش السوري الوطني إلى جيش أقليات كما كان في ظل الانتداب الفرنسي، بل أكثر تطرفًا في سيطرة العلويين على مرافق الجيش ومفاصله.
حدث انقلاب في 23/2/ 1966 بسبب تصاعد الصراع على السلطة بين الحرس القديم للحزب البعثي، ممثلا بميشيل عفلق، صلاح الدين البيطار، ومنيف الرزاز والفصائل الشابة التي تلتزم بموقف بعثي جديد بقيادة صلاح جديد.
تعرض الإسلاميين عامة والإخوان خاصة لأقسى أنواع التعذيب والاعتقال من السلطة الحاكمة الجديدة في سوريا، ناهيك عما تعرض له المظهر الإسلامي بل ما تعرض له الشعب السوري كله من جراء السلطة الجديدة – ورغم قلتها إلا أنه لم يستطع أحد أزاحتها أو الانقلاب عليها واكتمل المشهد بالهزيمة في حرب حزيران/ يونيو 1967م، وكان من الواضح إن حركة 8 آذار/ مارس مهدت لنكبة حزيران/ يونيو.

## العلاقة مع السلطة

المراقب العام للجماعة منذ 1976 إلي 1981.

اصطدمت الجماعة منذ مطلع سبعينيات القرن العشرين مع نظام البعث بقيادة حافظ الأسد، وكانت أحداث مدينة حماة عام 1982 ذروة الصدام بين الطرفين إذ شنت قوات سورية مدعومة بالمدفعية والمدرعات هجومًا عنيفًا على المدينة أوقع ما بين 30 و40 ألف قتيل، وفقًا لبيانات الجماعة، بينما نزح آلاف آخرون لينجوا بأرواحهم. وقبل ذلك، كان الإخوان قد لجأوا مطلع سبعينيات القرن العشرين إلى العمل المسلح ضد نظام حافظ الأسد عبر عمليات نفذها الجناح العسكري للجماعة الذي أطلق عليه «الطليعة المقاتلة».

حصلت مبادرة مصالحة بين الحكومة السورية وجماعة الإخوان المسلمين في أواخر السبعينات قادها الزعيم البارز في الجماعة الأستاذ أمين يكن مما أدى إلى حالة من التوافق قادت إلى إطلاق سراح المئات من أعضاء التنظيم الإخواني وقياداته، في توجه حقيقي لحل الأزمة، وتدارك ما فات، والعودة باللحمة الوطنية إلى واقعها المنشود... ولكن كان ثمة رجال نافذون في بنية النظام ينظرون بريبة إلى جهود أمين، ويرفضون البحث عن مخرج للأزمة الوطنية، فقد كانوا يرون في (القمع الثوري) الوسيلة الأجدى لحل المشكلة..

وسعى الإخوان في تلك السنوات إلى إثارة الشعب على نظام البعث لكن النجاح لم يكن حليفهم لتبلغ المواجهة أوجها بأحداث حماة، وتستمر بعد ذلك ملاحقة عناصر الإخوان. ونصت قوانين الطوارئ التي بدأ العمل بها في سوريا مطلع ستينيات القرن العشرين على عقوبة الإعدام لكل من يثبت انتماؤه للإخوان.

## مراحل الصراع المسلح مع النظام السوري

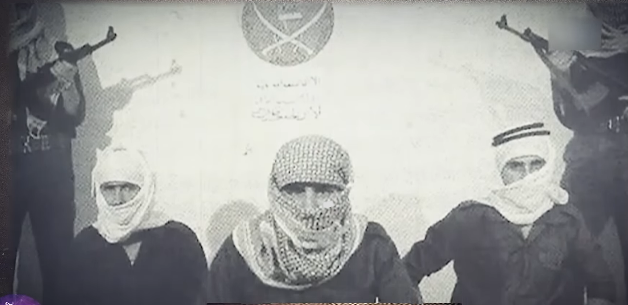
الطليعة المقاتلة وخلفها شعار الإخوان المسلمين في سوريا.

مر الصّراع بين النظام وحركة الإخوان المسلمين بأربع مراحل هي:
1. (1979-1981م) مرحلة البدء: بدء المواجهة ومحاولة توحيد فصائل العمل الإسلامي المسلّح تحت قيادة واحدة.صورة تظهر الدمار في حي الكيلاني بحماة إثر قصف طائرات الجيش السوري لمدينة حماة في سوريا عام 1982م فيما يعرف بمجزرة حماة.

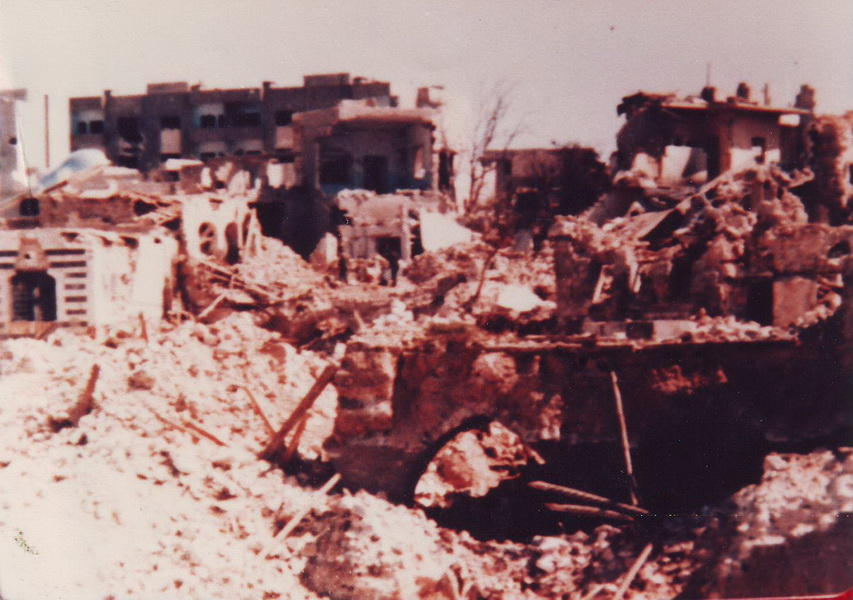
صورة تظهر الدمار في حي الكيلاني بحماة إثر قصف طائرات الجيش السوري لمدينة حماة في سوريا عام 1982م فيما يعرف بمجزرة حماة.

2. مرحلة ضرب تنظيم الجماعة العسكري في الجيش عام 1982م:

حيث أُعدم خلالها العشرات من الضّباط، واعتقل المئات منهم. وفي 2 فبراير 1982م حدثت مجزرة حماة الكبرى التي اشترك فيها سرايا الدّفاع واللواء 47/دبابات، واللواء 21/ميكانيكي والفوج 21/إنزال جوّي (قوات خاصّة)، فضلاً عن مجموعات القمع من مخابرات وفصائل حزبية مسلّحة. حيث أعمل هؤلاء بالمدينة قصفاً وهدماً وحرقاً وإبادة جماعية فسقط ما بين آلاف إلى 7 ألاف  قتيل وهدمت أحياء بكاملها على رؤوس أصحابها كما هدم 88 مسجداً وثلاث كنائس، فيما هاجر عشرات الآلاف من سكّانها هرباً من القتل والذّبح.
1. مرحلة تلاشي العمل المسلّح ومن ثمّ توقفه
2. مرحلة توقف العمل المسلّح وتراجع اهتمام النظام بأعمال القمع: بدأت هذه المرحلة بعد عمليات 1986م، وبعد فترة طويلة من توقّف العمل المسلّح حيث قام النظام بالإفراج عن آلاف المعتقلين (على دفعات خلال سنوات) فيما لا يزال آخرون في سجون النظام دون أن يعرف عنهم شيء. علماً بأن مجموع من أفرج عنه لا يتجاوز الـ20% من مجموع من اعتقل.

## مراقبو الإخوان المسلمين في سوريا
| م  | اسم المراقب             | الصورة | فترة الرقابة             |
| -- | ----------------------- | ------ | ------------------------ |
| 1  | مصطفي السباعي - المؤسس  |        | 1945 - 1964              |
| 2  | عصام العطار             |        | 1964 - 1973              |
| 3  | عبد الفتاح أبو غدة      | jpg    | (1973 - 1975)            |
| 4  | عدنان سعد الدين         |        | (1976 - 1981)            |
| 5  | حسن هويدي               |        | (1981 - 1985)            |
| 6  | منير الغضبان            | jpg    | (لمدة ستة أشهر عام 1985) |
| 7  | محمد أديب الجاجي        | jpg    | (1985 لمدة ستة أشهر)     |
| 8  | عبد الفتاح أبو غدة      | jpg    | (1986 - 1991)            |
| 9  | حسن هويدي               |        | (1991 - 1996)            |
| 10 | علي صدر الدين البيانوني |        | (1996 - 3 أغسطس 2010)    |
| 11 | محمد رياض الشقفة        |        | (3 أغسطس 2010 - 2014)    |
| 12 | محمد حكمت وليد          |        | (2023-2014)              |
| 13 | عامر البوسلامة          |        | (يناير 2023- حتى الآن)   |

## وصلات خارجية
- المركز الإعلامي لجماعة الإخوان المسلمين في سوريا...
- تاريخ الإخوان في سوريا منذ النشأة - موقع إخوان ويكي...
- مؤتمر مسجد السلام احداث سوريا - أ/ جابر رزق 1981 ...
- عصام العطار.. الحركة الإسلامية في سوريا..، برنامج لقاء اليوم، قناة الجزيرة، 24 يونيو 2007 م.
- تاريخ «الإخوان المسلمون» في سوريا..، إخوان أون لاين، 3 يونيو 2010 م.
- كتاب: رؤية جماعة الإخوان المسلمين في سورية (1425هـ/2004م)..، إخوان ويكي.